# Speia ciccarellia
Speia ciccarellia là một loài bướm đêm trong họ Noctuidae.